# Zobecněná síla
Pojem zobecněná síla pochází z lagrangeovské formulace mechaniky. Je to důsledek použití[zdroj?] zobecněných souřadnic pro systém, na který působí síly.

## Motivace
Pokud se částice v důsledku působení síly {\displaystyle \mathbf {F} } změní svoji polohu, přičemž změnu lze vyjádřit polohovým vektorem {\displaystyle \delta \mathbf {r} }, pak práce vykonaná touto silou je
{\displaystyle \delta W=\mathbf {F} \cdot \delta \mathbf {r} =\sum _{i}F_{i}\delta x_{i}}
Převedeme-li pravou stranu do zobecněných souřadnic, dostaneme
{\displaystyle \delta W=\sum _{i}\left(\sum _{j=1}^{n}F_{i}{\frac {\partial x_{i}}{\partial q_{j}}}\delta q_{j}\right)}
Pokud zaměníme pořadí sumací, lze psát
{\displaystyle \delta W=\sum _{j=1}^{n}\left(\sum _{i}F_{i}{\frac {\partial x_{i}}{\partial q_{j}}}\right)\delta q_{j}}
Právě z předchozího zápisu pochází myšlenka zavedení zobecněné síly. Zavedeme-li totiž zobecněnou sílu vyjádřenou v zobecněných souřadnicích {\displaystyle q_{j}} vztahem
{\displaystyle Q_{j}=\sum _{i}\left(F_{i}{\frac {\partial x_{i}}{\partial q_{j}}}\right)},
pak lze výraz pro práci zapsat ve tvaru
{\displaystyle \delta W=\sum _{j=1}^{n}(Q_{j})\delta q_{j}}
Veličina {\displaystyle Q_{j}q_{j}} má rozměr práce. Pokud má zobecněná souřadnice {\displaystyle q_{j}} rozměr délky, pak má zobecněná síla {\displaystyle Q_{j}} rozměr síly. Avšak vzhledem k tomu, že zobecněná souřadnice {\displaystyle q_{j}} nemusí mít fyzikální rozměr délky, nemusí mít ani odpovídající zobecněná síla {\displaystyle Q_{j}} rozměr síly. Např. pokud {\displaystyle q_{j}} je úhel, pak {\displaystyle Q_{j}} má rozměr momentu síly.